# Daniel Roumanoff
Daniel Roumanoff, né le 17 février 1936 à Paris 14e et mort le 1er décembre 2015 à Paris 17e, est un homme d'affaires, auteur et docteur en sciences des religions français. Élève de Svâmi Prajñânpad depuis 1959, il est l'un des plus grands spécialistes de la pensée de ce maître contemporain.

## Biographie
D'origine juive askhénaze, il est le fils naturel de Georges Gurvitch et Lea Zinn, mais est adopté à l'âge de 9 ans par Arcady Roumanoff.
Après la Seconde Guerre mondiale, il est pensionnaire dans un internat jésuite, et il passe son  baccalauréat, puis il continue ses études à l’École des hautes études commerciales de Paris (1959), étudie le droit, mais aussi le sanskrit à l’École des langues orientales.
Il part en Inde pour la première fois en 1959 en auto-stop. En 1969, il devient chef d'entreprise en créant une société d'importation de vêtements et de produits artisanaux en provenance d'Extrême-Orient. Sa société « Mayagor » emploiera notamment Jean-Paul Gaultier. Il dirige plusieurs sociétés dont la revue Psychologies en 1981. En 1986, il soutient une thèse de doctorat à la Sorbonne en histoire des religions intitulée Svami Prajnanpad, un maître de Vedanta contemporain sous la direction de Michel Hulin.
Il récupère la grande majorité des lettres écrites par Swami Prajnanpad en bengali et en anglais et n'aura de cesse de les faire publier, d'abord en anglais, à compte d'auteur, puis en traduction en français dans une série de livres (voir Lettres aux disciples). Il transcrit également tous les entretiens dont il possède un enregistrement, notamment ceux de Pierre Wack sous le titre L'éternel présent.
André Comte-Sponville voit en lui  « l'un [des] meilleurs commentateurs [de Svâmi Prajnânpad] ».
En 2006, on lui diagnostique une maladie d'Alzheimer qui l'emportera dix ans plus tard. Sa femme Colette l'accompagne jusqu'à la fin. Le couple a quatre enfants, dont l'humoriste Anne Roumanoff.
Il est crématisé au Père-Lachaise le 7 décembre 2015.

### Textes originaux
- Svâmi Prajnânpad, Un maître contemporain
  - Volume 1: Les lois de la vie Roumanoff, Daniel et Desjardins, Arnaud, Svâmi Prajñânpad : un maître contemporain, Paris, La Table Ronde, 2002, 396 p. (ISBN 2-7103-2482-2, 9782710324829 et 2710324830, OCLC 50723761).
  - Volume 2: Le quotidien illuminé, 1990, La Table Ronde
- Candide au pays des gourous Roumanoff, Daniel, Candide au pays des gourous : journal d'un explorateur de l'Inde spirituelle, Croissy-Beaubourg, Dervy-Livres, 1990, 404 p. (ISBN 2-85076-330-6 et 9782850763304, OCLC 25812191).
- La pratique du Kinomichi avec maître Noro Roumanoff, Daniel, La pratique du kinomichi avec maître Noro, Paris, Critérion, 1992, 381 p. (ISBN 2-7413-0040-2 et 9782741300403, OCLC 463474834).
- Sois sage Marol, Jean-Claude, pseud. et Roumanoff, Daniel), Sois sage, Paris, La Table ronde, 1994, 212 p. (ISBN 2-7103-0617-4, OCLC 416205991)
- Svâmi Prajnânpad, Biographie Psychanalyse et sagesse orientale : Une lecture indienne de l'inconscient, Accarias-l'Originel, dl 2006, 398 p. (ISBN 2-86316-132-6, OCLC 494401475).
- Swami Prajnanpad, un maitre contemporain
  - Tome 1 Roumanoff, Daniel, Svâmi Prajñânpad, un maître contemporain : Tome 1 : Les Lois de la Vie, Albin Michel, impr. 2009, 480 p. (ISBN 978-2-226-19104-5 et 2-226-19104-6, OCLC 470855824)
  - Tome 2 Svâmi Prajnânpad, un maître contemporain : Tome 1 : Les Lois de la Vie, Albin Michel, 2009, 480 p. (ISBN 978-2-226-19104-5 et 2-226-19104-6, OCLC 716986281).
- Psychanalyse et sagesse orientale, Une lecture indienne de l'inconscient Psychanalyse et sagesse orientale : Une lecture indienne de l'inconscient, Accarias - l'Originel, dl 2006, 398 p. (ISBN 2-86316-132-6, OCLC 494401475).
- ABC d'une sagesse ABC d'une sagesse, Albin Michel, impr. 2009, 154 p. (ISBN 978-2-226-19103-8 et 2-226-19103-8, OCLC 470856174).

### Textes édités et traduits
- Svâmi Prajnânpad. Un Maître contemporain,
  - Tome 1 : Manque et plénitude Roumanoff, Daniel, Svâmi Prajnânpad : biographie, t. I, Paris, La Table Ronde, 1993, 375 p. (ISBN 2-7103-0543-7, OCLC 299865966).
  - Tome 2 : Le quotidien illuminé Roumanoff, Daniel, Svâmi Prajnânpad, un maître contemporain, Le quotidien illuminé, t. II, Paris, La Table Ronde, 1990, 284 p. (ISBN 2-7103-0436-8, OCLC 311683912).
  - Tome 3 : Une synthèse Orient-Occident Roumanoff, Daniel, Svâmi Prajnânpad, ou, Une synthèse orient-occident, t. III, Paris, La Table Ronde, 1991, 256 p. (ISBN 2-7103-0509-7, OCLC 35028199).

- La connaissance de soi La connaissance de soi, Accarias-l'Originel, impr. 2008 (ISBN 978-2-86316-157-9 et 2-86316-157-1, OCLC 470648512).
- Swami Prajnanpad, Lettres à ses disciples :
  - Tome 1, L'art de voir Lettres à ses disciples, t. I, Accarias-L'Originel, 1988, 192 p. (ISBN 2-86316-297-7, OCLC 1028042125).
  - Tome 2, Les yeux ouverts Lettres à ses disciples : Tome 2, Les yeux ouverts, t. II, Accarias-L'Originel, 1989, 175 p. (ISBN 2-86316-317-5).
  - Tome 3, La vérité du bonheur La Vérité du bonheur, t. III, Accarias-L'Originel, 1990 (ISBN 2-86316-038-9, OCLC 489574726).

### Entretiens avec des disciples français
- Pierre Wack, L'éternel présent : questions et réponses (trad. de l'anglais), Paris, Accarias-L'Originel, 2002, 348 p. (ISBN 2-86316-091-5, OCLC 77089527).
- Roland de QuatreBarbes, Roumanoff, Daniel (trad. de l'anglais), Le but de la vie : un été plein de sagesse : entretiens avec Roland, été 1966, Paris, Accarias-L'Originel, 2005, 254 p. (ISBN 2-86316-117-2, OCLC 469507792).
- Frédérick Leboyer: Ceci, ici, à présent : Seule et unique réalité Prajñānapada, swāmī et Roumanoff, Daniel, Ceci, ici, à présent : seule et unique réalité : entretiens avec Frédérick Leboyer, Accarias-L'Originel, 2006 (ISBN 2-86316-134-2, OCLC 421687170).

### Entretiens avec des disciples indiens
- R. Srinivasan: Entretiens avec Swami Prajnanpad Entretiens avec Svami Prajnanpad, Accarias-L'Originel, 2011, 160 p. (ISBN 978-2-86316-190-6 et 2-86316-190-3, OCLC 937795783).
- Prakash: L'expérience de l'unité Roumanoff, Colette et Roumanoff, Daniel, L'expérience de l'unité, Accarias-L'Originel, 1986 (ISBN 2-86316-216-0, OCLC 876848727)
- S. Prakash: Swami Prajnanpad, mon maître Prakash, Sumangal et Roumanoff, Daniel, Svâmi Prajnânpad, mon maître : quarante ans d'enseignement, Accarias-l'Originel, dl 2012 (ISBN 978-2-86316-209-5 et 2-86316-209-8, OCLC 820657162)